# Tháng 4 năm 2011
Tháng 4 năm 2011 bắt đầu vào thứ sáu và kết thúc sau 30 ngày vào thứ bảy.

## Chủ đề:Thời sự
| Thứ sáu, ngày 1 tháng 4 |
| - Ít nhất 14 người thiệt mạng trong một cuộc tấn công của người biểu tình vào văn phòng của Liên Hợp Quốc ở Mazar-i-Sharif, Afghanistan. - Arturo Chávez từ chức Bộ trưởng Tư pháp México trong bối cảnh đang diễn ra cuộc Chiến tranh ma túy. |

| Chủ nhật, ngày 3 tháng 4                                                                                                  |
| - Nhiều mảnh vỡ lớn từ chuyến bay 447 của Air France được tìm thấy, sau khi biến mất trước đó tại Đại Tây Dương năm 2009. |

| Thứ hai, ngày 4 tháng 4 |
| - Tòa án Nhân dân Hà Nội ở Việt Nam tuyên án 7 năm tù và 3 năm quản chế đối với nhân vật bất đồng chính kiến Cù Huy Hà Vũ vì truyền bá "tuyên truyền chống nhà nước". |

| Thứ ba, ngày 5 tháng 4 |
| - Hai vụ đánh bom tự sát tại một ngôi đền Xufi ở Dera Ghazi Khan, Pakistan, khiến 50 người thiệt mạng và 20 người bị thương. - Các nhà khoa học quan sát thấy sự suy giảm kỷ lục trong lớp ôzôn ở Bắc cực, được cho là do sự lạnh đi của tầng bình lưu. - Người Đức gốc Việt Philipp Rösler được chọn trở thành tân Chủ tịch Đảng Dân chủ Tự do Đức. |

| Thứ tư, ngày 6 tháng 4 |
| - Một vụ đắm tàu ngoài khơi bờ biển Lampedusa, Ý, làm ít nhất 20 người chết và hơn 100 người mất tích. - Baruch Samuel Blumberg, người đồng nhận giải Nobel Y khoa năm 1976 vì phát hiện ra vi rút viêm gan siêu vi B, qua đời ở tuổi 85. |

| Thứ năm, ngày 7 tháng 4 |
| - Ít nhất 11 người thiệt mạng và hơn 20 người bị thương trong cuộc xả súng vào một ngôi trường ở Rio de Janeiro, Brasil. - Nhà hoạt động xã hội người Ấn Độ Anna Hazare kết thúc bốn ngày tuyệt thực sau khi chính phủ Ấn Độ đồng ý những yêu cầu chống tham nhũng của ông. |

| Thứ sáu, ngày 8 tháng 4                                                                           |
| - Ít nhất 27 người bị giết trong cuộc biểu tình chống chính phủ ở thành phố Daraa miền Nam Syria. |

| Thứ bảy, ngày 9 tháng 4 |
| - Một vụ xả súng tại một trung tâm mua sắm ở Alphen aan den Rijn, Hà Lan, khiến 7 người thiệt mạng, bao gồm cả hung thủ. - Đạo diễn phim người Mỹ Sidney Lumet qua đời ở tuổi 86 tại tư gia ở Manhattan, Tiểu bang New York. |

| Chủ nhật, ngày 10 tháng 4 |
| - Gôn thủ người Nam Phi Charl Schwartzel vô địch giải Masters 2011. - Iceland bác bỏ kế hoạch trả tiền bảo hiểm tiền gửi cho các chính phủ Anh và Hà Lan sau sự phá sản của Icesave trong khủng hoảng tài chính. |

| Thứ hai, ngày 11 tháng 4 |
| - Ít nhất 12 người chết và hơn 200 người bị thương trong một vụ đánh bom trong Metro ở Minsk, Belarus. - Cựu Tổng thống Bờ Biển Ngà Laurent Gbagbo bị bắt sau cả tháng dài bế tắc chính trị với Alassane Ouattara. - Cơ quan Năng lượng Nguyên tử Nhật Bản nâng mức khủng hoảng sự cố nhà máy điện Fukushima I lên mức 7, mức cao nhất trong thang sự cố hạt nhân quốc tế. - Pháp thi hành lệnh cấm che kín mặt nơi công cộng gây tranh cãi. |

| Thứ tư, ngày 13 tháng 4 |
| - Cựu Tổng thống Ai Cập Hosni Mubarak và các con trai của ông bị giam giữ trong 15 ngày sau cuộc cách mạng diễn ra tại nước này. |

| Thứ bảy, ngày 16 tháng 4 |
| - Nổi dậy tại Lào: Nhóm nhân quyền CPPA (Center for Public Policy Analysis) tố cáo Lào và Việt Nam giết hại bốn Tín hữu Thiên Chúa giáo người H'Mông ở đông bắc tỉnh Xiengkhuang. |

| Thứ hai, ngày 18 tháng 4 |
| - Tòa án Hành chính Cấp cao của Ai Cập ra lệnh giải thể Đảng Dân chủ Dân tộc của cựu tổng thống Hosni Mubarak trong cuộc cải cách sau cách mạng. |

| Thứ ba, ngày 19 tháng 4 |
| - Tại Đại hội Đảng Cộng sản Cuba lần thứ 6, Chủ tịch Raúl Castro được bầu làm Bí thư Thứ nhất trong khi Fidel Castro rút tên khỏi Ban Chấp hành Trung ương. - Goodluck Jonathan được bầu làm Tổng thống Nigeria. - Syria gỡ bỏ tình trạng khẩn cấp từng được áp dụng gần 50 năm sau nhiều cuộc biểu tình chống chính quyền. |

| Thứ sáu, ngày 22 tháng 4                                                               |
| - Hơn 70 người chết trong cuộc biểu tình chống chính quyền lớn nhất tại Syria năm nay. |

| Thứ bảy, ngày 23 tháng 4 |
| - Sau gần bốn tháng biểu tình liên tục, Tổng thống Yemen Ali Abdullah Saleh đồng ý từ chức trong vòng 30 ngày. - Bạo lực tiếp diễn dọc biên giới Campuchia–Thái Lan. |

| Chủ nhật, ngày 24 tháng 4                                                                                |
| - Trần Lệ Xuân, người từng được coi là Đệ Nhất Phu nhân của Đệ Nhất Cộng hòa Việt Nam, qua đời tại Roma. |

| Thứ hai, ngày 25 tháng 4 |
| - Xe tăng của chính quyền Syria tiến vào Daraa, khiến 25 người thiệt mạng, trong khi các cuộc biểu tình lan rộng khắp cả nước. |

| Thứ ba, ngày 26 tháng 4                                                                                      |
| - Sony thông báo một lỗ hổng trong mạng PlayStation có thể gây tổn hại đến thông tin cá nhân của người dùng. |

| Thứ năm, ngày 28 tháng 4 |
| - Vận động viên trượt băng nghệ thuật người Canada Patrick Chan giành chiến thắng trong Giải vô địch trượt băng nghệ thuật thế giới 2011 tại Moskva. - Hơn 330 người thiệt mạng ở miền Nam Hoa Kỳ trong những cơn lốc xoáy gây nhiều thương vong nhất kể từ năm 1936. |

| Thứ sáu, ngày 29 tháng 4                                                |
| - Lễ cưới của Vương tôn William và Kate Middleton diễn ra tại Luân Đôn. |

| Thứ bảy, ngày 30 tháng 4 |
| - Chính quyền Libya thông báo rằng Saif al-Arab al-Gaddafi, con trai út của Muammar al-Gaddafi, thiệt mạng trong cuộc tấn công của không quân NATO tại Tripoli. |